# Nerocila phaiopleura
Nerocila phaiopleura är en kräftdjursart som beskrevs av Pieter Bleeker 1857. Nerocila phaiopleura ingår i släktet Nerocila och familjen Cymothoidae. Inga underarter finns listade i Catalogue of Life.